# Ariarates VI

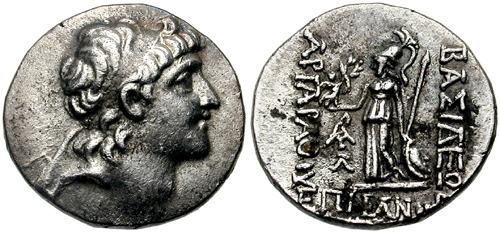
Cabeza de Ariarates VI

Ariarates VI Epífanes Filopátor (en griego antiguo: Ἀριαράθης Ἐπιφανής Φιλοπάτωρ, Ariaráthēs Epiphanḗs Philopátōr), rey de Capadocia de 130 a 116 a. C., fue el hijo menor de Ariarates V. Sus cinco hermanos mayores fueron asesinados por su madre, Nisa, quien quería acceder al trono luego de la muerte de su esposo, pero el menor fue salvado por el pueblo leal a la dinastía. Nisa fue condenada a muerte por su crueldad, y Ariarates VI fue coronado rey. 
Estos hechos fueron un buen pretexto para Mitrídates V Evergetes del Ponto, que trató de asentar su control sobre el país. Por eso casó a Ariarates con su hija Laódice, pero su hijo Mitrídates VI no lo consideró suficiente para hacer de Capadocia un reino satélite del Ponto y mandó asesinar a Ariarates.
El reino fue gobernado brevemente por Laódice, pero sufrió la invasión de Nicomedes III de Bitinia, que se casó con la reina viuda. Sin embargo, poco después fue expulsado por Mitrídates VI del Ponto, quien colocó en el trono a Ariarates VII, hijo de Ariarates VI.
| Predecesor: Ariarates V Eusebio Filopátor | Rey de Capadocia 130 a. C. - 116 a. C. bajo regencia de Nisa (130-126 a. C.) | Sucesor: Ariarates VII Filométor |